# ショーバ
ショーバ（Shobha、1962年9月23日 - 1980年5月1日）は、インドのマラヤーラム語映画、タミル語映画で活動した女優。女優として国家映画賞、フィルムフェア賞 南インド映画部門、ケララ州映画賞を受賞するなど将来を期待されていたが、1980年に自宅で首を吊った状態で発見され、17歳で死去している。

## 生涯

### 生い立ち
1962年9月23日、K・P・メーノーンとプレーマーの娘として生まれた。母のプレーマーは1954年から1981年にかけて女優としてマラヤーラム語映画で活動していた。

### キャリア
1966年にJ・P・チャンドラバーブの『Thattungal Thirakkappadum』でタミル語映画デビューした。同作ではJ・P・チャンドラバーブのほかにサヴィトリ、K・R・ヴィジャヤ、R・S・マノーハルと共演し、「ベイビー・マハーラクシュミ（Baby Mahalakshmi）」とクレジットされた。1967年にはP・ヴェーヌの『Udhyogastha』でマラヤーラム語映画デビューし、「ベイビー・ショーバ（Baby Shobha）」とクレジットされた。同作ではサティヤン、プレーム・ナジール、K・P・ウンメル、シェーラ、ラージャシュリーと共演し、マラヤーラム語映画初の「マルチスター映画」と評されている。1978年にバーラチャンドラ・メーノーンの『Uthrada Rathri』に出演し、続けて出演した『Aparichita』でフィルムフェア賞 カンナダ語映画部門主演女優賞を受賞した。また、1979年に出演した『Ente Neelakaasham』でケララ州映画賞 主演女優賞を受賞し、『Pasi』では国家映画賞 主演女優賞を受賞している。

### 死去
1978年に家族ぐるみの交際があったバル・マヘンドラと結婚したが、30歳以上の年齢差があったことから両親や友人からは結婚を反対されていた。1980年に第27回国家映画賞授賞式に出席して主演女優賞を受賞したが、数日後の5月1日にマドラスの自宅で首を吊った状態で発見され、死亡が確認された。母プレーマーはバル・マヘンドラによる殺害を主張したが、司法解剖の結果、事件性はなく自殺と断定された。1984年にはプレーマーが彼女の後を追って自殺している。また、2010年にはK・G・ジョージが彼女の生涯を題材にした『Lekhayude Maranam Oru Flashback』を製作している。

## フィルモグラフィー

### マラヤーラム語映画
- Jeevithayaathra（1965年）
- Karuna（1966年）
- Penmakkal（1966年）
- Ollathumathi（1967年）
- Udhyogastha（1967年）
- Pareeksha（1967年）
- Kadal（1968年）
- Adhyapika（1968年）
- Aparadhini（1968年）
- Kuruthykkalam（1969年）
- Veettumrugam（1969年）
- Avalalpam Vaikippoyi（1971年）
- Yogamullaval（1971年）
- Sindooracheppu（1971年）
- Makane Ninakku Vendi（1971年）
- Taxi Car（1972年）
- Gandharavakshetram（1972年）
- Aaradimanninte Janmi（1972年）
- Udayam（1973年）
- Bhadradeepam（1973年）
- Ayalathe Sundari（1974年）
- Night Duty（1974年）
- Ayodhya（1975年）
- Chottanikkara Amma（1976年）
- Amrithavaahini（1976年）
- Dweepu（1977年）
- Ormakal Marikkumo（1977年）
- Nurayum Pathayum（1977年）
- Rajaparambara（1977年）
- Pad–aram（1978年）
- Randu Penkuttikal（1978年）
- Vayanadan Thamban（1978年）
- Uthrada Rathri（1978年）
- Ekakini（1978年）
- Bandhanam（1978年）
- Shalini Ente Koottukari（1978年）
- Oolkatal（1979年）
- Lillyppookkal（1979年）
- Ishtapraaneshwari（1979年）
- Ente Neelakaasham（1979年）
- Daaliya Pookkal（1980年）
- Soorya Daaham（1980年）
- Yovvanam Daham（1980年）
- Manju Moodal Manju（1980年）

### タミル語映画
- Naanal（1965年）
- Thattungal Thirakkappadum（1966年）
- Iru Kodugal（1969年）
- Punnagai（1971年）
- Vairam（1974年）
- Achchani（1978年）
- Nizhal Nijamagiradhu（1978年）
- Oru Veedu Oru Ulagam（1978年）
- Mullum Malarum（1978年）
- Veetuku Veedu Vasappadi（1979年）
- Oru Vidukadhai Oru Thodarkadhai（1979年）
- Enippadigal（1979年）
- Chakkalathi（1979年）
- Agal Vilakku（1979年）
- Azhiyatha Kolangal（1979年）
- Pasi（1979年）
- Veli Thandiya Velladu（1980年）
- Moodu Pani（1980年）
- Ponnagaram（1980年）
- Saamanthippoo（1980年）
- Mayil（1981年）
- Vaadagai Veedu（1981年）
- Anbulla Athan（1981年）

### テルグ語映画
- Tharam Marindi（1977年）
- Mana Voori Pandavulu（1978年）

### カンナダ語映画
- Kokila（1977年）
- Aparichita（1978年）
- Amara Madhura Prema（1982年）

## 受賞歴
| 年                                | 部門                         | 作品                     | 結果       | 出典       |
| 国家映画賞                        | 国家映画賞                   | 国家映画賞               | 国家映画賞 | 国家映画賞 |
| --------------------------------- | ---------------------------- | ------------------------ | ---------- | ---------- |
| 1980年                            | 主演女優賞                   | 『Pasi』                 | 受賞       | [ 5 ]      |
| フィルムフェア賞 南インド映画部門 |                              |                          |            |            |
| 1979年                            | カンナダ語映画部門主演女優賞 | 『Aparichita』           | 受賞       | [ 7 ]      |
| 1980年                            | タミル語映画部門主演女優賞   | 『Pasi』                 | 受賞       | [ 8 ]      |
| ケララ州映画賞                    |                              |                          |            |            |
| 1971年                            | 子役賞                       | 『Yogamullaval』         | 受賞       | [ 9 ]      |
| 1971年                            | 子役賞                       | 『Avalalpam Vaikippoyi』 | 受賞       | [ 9 ]      |
| 1977年                            | 第2位女優賞                  | 『Ormakal Marikkumo』    | 受賞       | [ 9 ]      |
| 1978年                            | 主演女優賞                   | 『Ente Neelakaasham』    | 受賞       | [ 9 ]      |